# 世界猫の日
世界猫の日（せかいねこのひ、英語：International Cat Day）は、毎年8月8日に行われる記念日。2002年に国際動物福祉基金によって創設された。猫に対する意識を高め、猫を助け、保護する方法について学ぶ日としている。
2020年に「世界猫の日」の管理運営は、1958年以降世界中の飼い猫の健康と福祉の向上に努めているイギリスの非営利団体「インターナショナル・キャット・ケア」に引き継がれた。